# Stizocera submetallica
Stizocera submetallica là một loài bọ cánh cứng trong họ Cerambycidae.